# OSCAR (ген)
OSCAR (англ. Osteoclast associated, immunoglobulin-like receptor) – білок, який кодується однойменним геном, розташованим у людей на короткому плечі 19-ї хромосоми. Довжина поліпептидного ланцюга білка становить 282 амінокислот, а молекулярна маса — 30 481.
| 10         |  | 20         |  | 30         |  | 40         |  | 50         |
| ---------- |  | ---------- |  | ---------- |  | ---------- |  | ---------- |
| MALVLILQLL |  | TLWPLCHTDI |  | TPSVPPASYH |  | PKPWLGAQPA |  | TVVTPGVNVT |
| LRCRAPQPAW |  | RFGLFKPGEI |  | APLLFRDVSS |  | ELAEFFLEEV |  | TPAQGGIYRC |
| CYRRPDWGPG |  | VWSQPSDVLE |  | LLVTEELPRP |  | SLVALPGPVV |  | GPGANVSLRC |
| AGRLRNMSFV |  | LYREGVAAPL |  | QYRHSAQPWA |  | DFTLLGARAP |  | GTYSCYYHTP |
| SAPYVLSQRS |  | EVLVISWEGE |  | GPEARPASSA |  | PGMQAPGPPP |  | SDPGAQAPSL |
| SSFRPRGLVL |  | QPLLPQTQDS |  | WDPAPPPSDP |  | GV         |  |            |

A: Аланін

C: Цистеїн

D: Аспарагінова кислота

E: Глутамінова кислота

F: Фенілаланін

G: Гліцин

H: Гістидин

I: Ізолейцин

K: Лізин

L: Лейцин

M: Метіонін

N: Аспарагін

P: Пролін

Q: Глутамін

R: Аргінін

S: Серин

T: Треонін

V: Валін

W: Триптофан

Кодований геном білок за функцією належить до рецепторів. 
Задіяний у такому біологічному процесі, як альтернативний сплайсинг. 
Локалізований у клітинній мембрані, мембрані.
Також секретований назовні.